# Influencias islámicas en el arte occidental

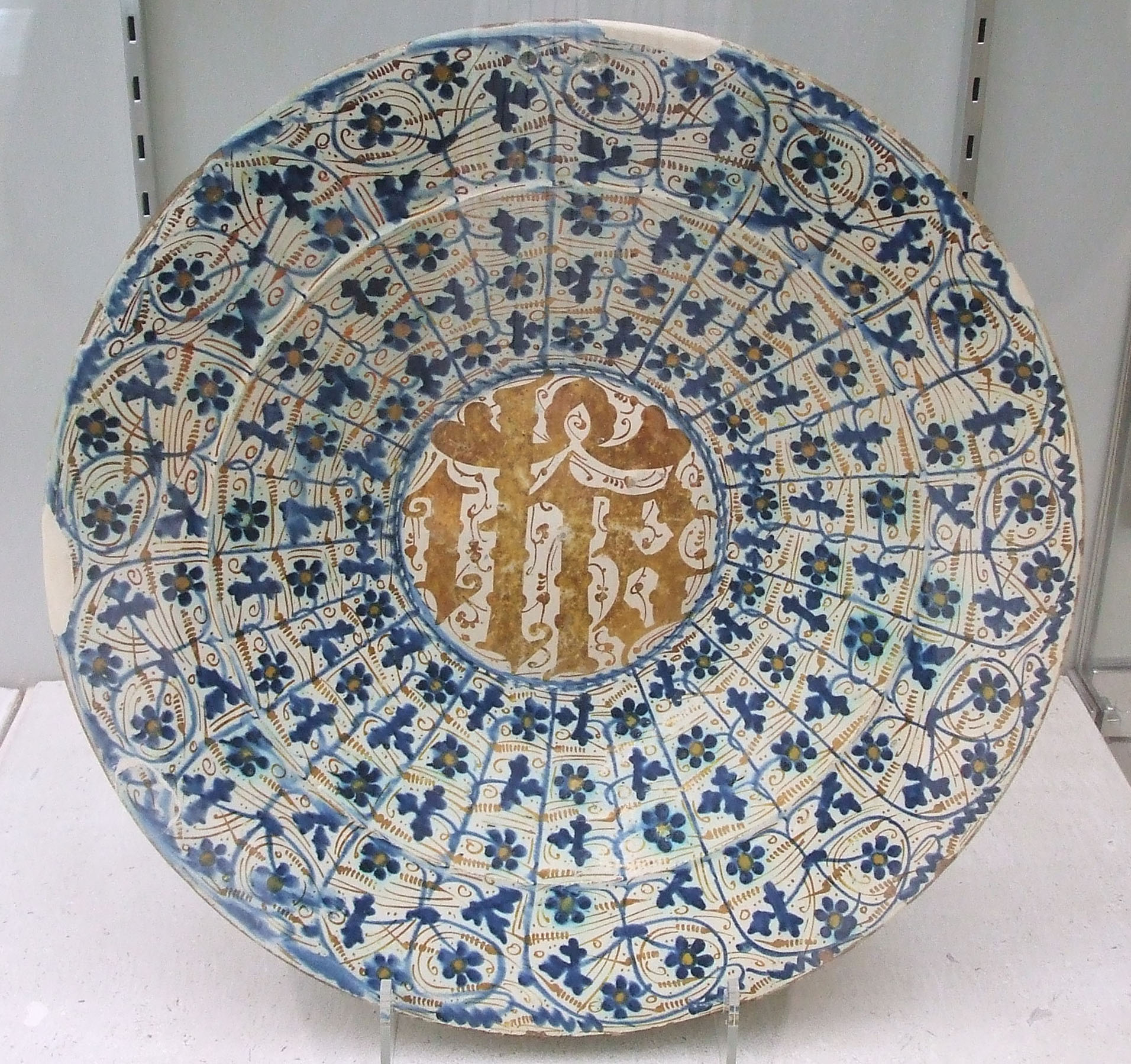
Ejemplo de la influencia islámica en el arte occidental: plato de cerámica hispano-morisca, aproximadamente de 32 cm de diámetro, con el monograma cristiano "IHS", decorado en azul cobalto y brillo dorado, Valencia, c.1430-1500.

Influencias islámicas en el arte occidental se refiere a la influencia del arte islámico sobre el arte cristiano, en la producción artística en el mundo islámico desde el VIII hasta el siglo XIX. Durante este periodo, la frontera entre la cristiandad y el mundo islámico variaba mucho como resultado, en algunos casos, en los intercambios de las poblaciones y de las correspondientes prácticas y técnicas artísticas. Por otra parte, las dos civilizaciones tuvieron relaciones regulares a través de la diplomacia y el comercio que facilitaron los intercambios culturales. El arte islámico abarca una amplia variedad de medios, incluyendo caligrafía, manuscritos ilustrados, textiles, cerámica, metal y vidrio, y se refiere a al Oriente Próximo, la España islámica, y el Norte de África, aunque no siempre fueran artistas o artesanos musulmanes. La producción de vidrio, por ejemplo, continuó siendo una especialidad judía durante todo el período, que el arte cristiano continuó, como Egipto con el arte copto, especialmente durante los primeros siglos, manteniendo algunos contactos con Europa.
Las artes decorativas islámicas fueron las importaciones en Europa durante la Edad Media más valoradas; gran parte de la supervivencia de la mayoría de los ejemplos que sobreviven son las que estaban en poder de la iglesia. En el primer período, los textiles fueron especialmente importantes, utilizados para ornamentos de la iglesia, sudarios, tapicerías y ropa para la élite. La cerámica islámica de calidad cotidiana era todavía la preferida en las mercancías europeas. Con una decoración, en su mayoría ornamental o pequeñas escenas de caza y similares, y como las inscripciones no se entendían, los objetos islámicos no ofendían las sensibilidades cristianas.
En los primeros siglos del Islam los puntos más importantes de contacto entre el Occidente latino y el mundo islámico desde el punto de vista artístico fueron el sur de Italia, Sicilia y la península ibérica, que tenían importantes poblaciones musulmanas. Más tarde, las Repúblicas marítimas italianas fueron importantes centros en obras de arte comerciales. Durante las cruzadas, el arte islámico parece haber tenido relativamente poca influencia en el arte de los Estados cruzados, aunque pudo haber estimulado el deseo de las importaciones islámicas entre los cruzados que regresaban a Europa.
Numerosas técnicas del arte islámico formaron la base del arte en la cultura Normanda-árabe-bizantina de la Sicilia normanda, donde se utilizaban artistas y artesanos musulmanes que trabajaban en el estilo de su propia tradición. Las técnicas incluían incrustaciones de mosaicos o metales, talla de marfil o de pórfido, la escultura de piedras duras, y fundiciones de bronce. En Iberia el arte mozárabe y la arquitectura de la población cristiana que vivió bajo el dominio musulmán se mantuvieron muy cristianos en muchos aspectos, aunque mostraron también influencias islámicas; lo que ha sido descrito como arte de repoblación. Durante los últimos siglos de la Reconquista los constructores cristianos empezaron a usar en sus obras elementos artísticos del arte hispanomusulmán, como resultado se desarrolló el arte mudéjar.

## Edad Media

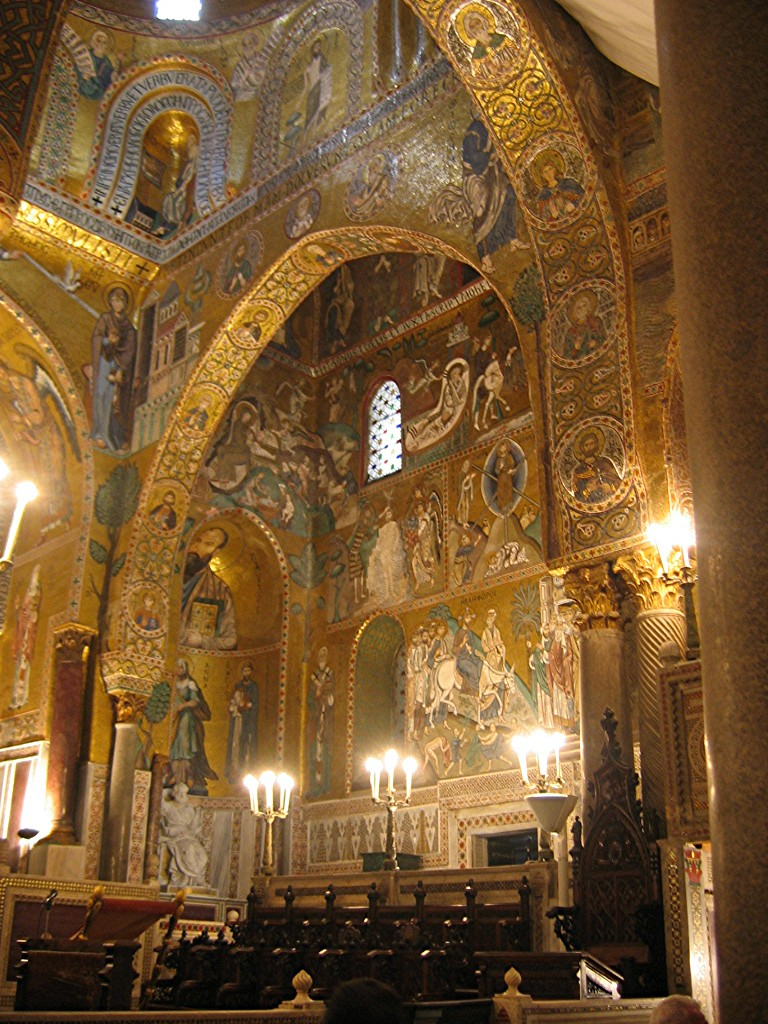
Arcos sarracenos y mosaico bizantino se complementan en la visión general de la Capilla palatina de Palermo.

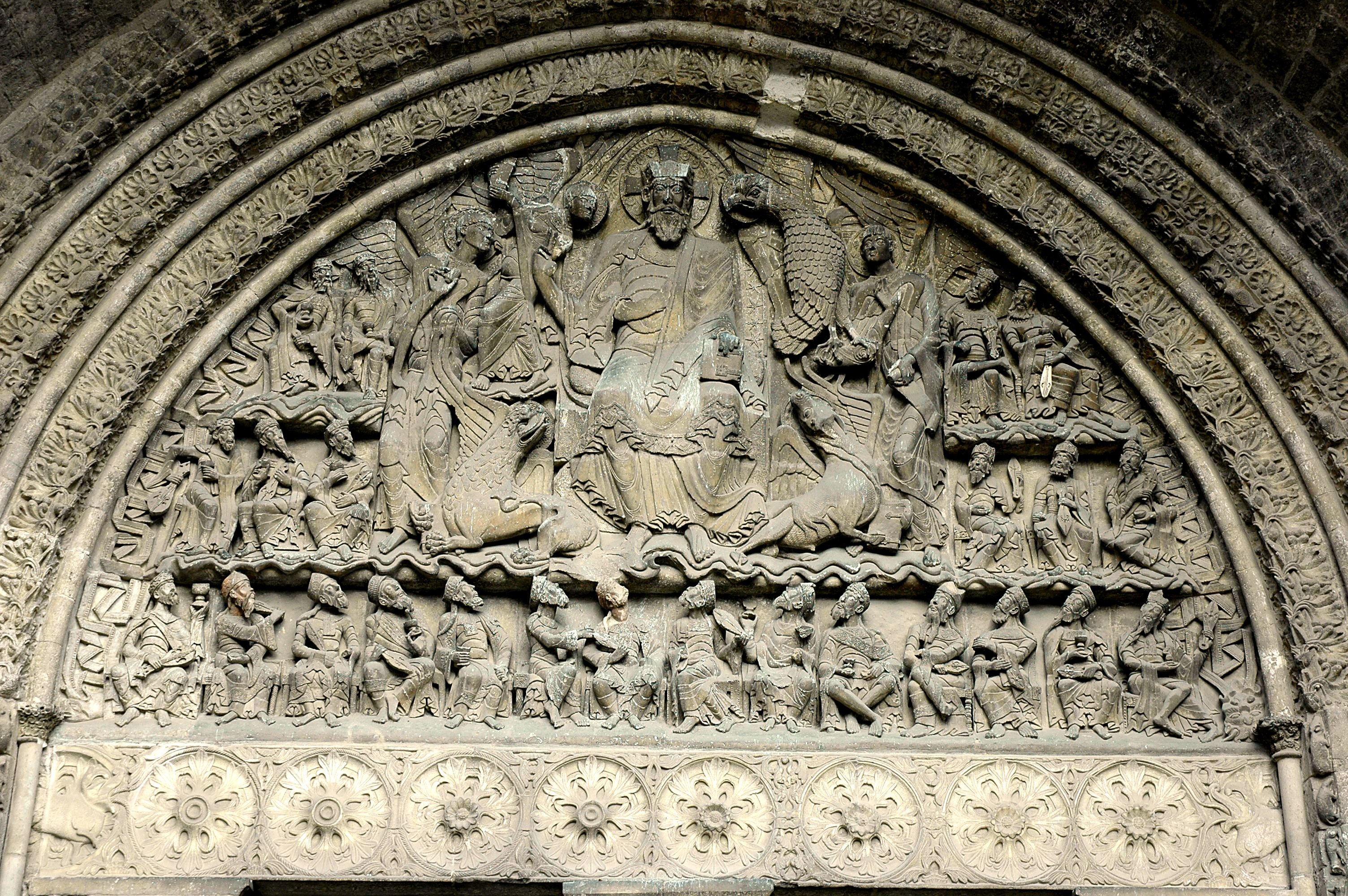
Detalle del tímpano en la Abadía de Moissac.

El arte islámico fue muy importante y admirado por las élites europeas durante la Edad Media. Hubo una primera etapa formativa entre el 600 y el 900 y el desarrollo de estilos regionales desde el 900 en adelante. En la época primera las obras fueron realizadas por artistas del mosaico y escultores formados en las tradiciones bizantinas y coptos. En lugar de pinturas murales, el arte islámico utilizó el mosaico, desde el 862 hasta 863 en la Gran Mezquita de Kairuán en Túnez, arte que también se extendió en Europa. De acuerdo con John Ruskin, el Palacio Ducal de Venecia contiene:

...tres elementos en proporciones exactamente iguales - el romano, el lombardo, y el árabe, es el edificio central del mundo ... la historia de la arquitectura gótica es la historia del refinamiento y la espiritualización del trabajo del Norte bajo su influencia.

Los gobernantes islámicos controlaban diversos puntos del sur de Italia y la mayor parte de la España moderna y Portugal, así como los Balcanes, en todos estos lugares conservaban grandes poblaciones cristianas. Los cruzados cristianos igualmente gobernaban poblaciones islámicas. El arte de los cruzados es principalmente un híbrido del católico y del bizantino, con poca influencia islámica, pero el arte mozárabe de los cristianos en al-Ándalus si muestra una considerable influencia del arte islámico. Esta influencia también se puede rastrear en la corriente principal del arte medieval occidental, por ejemplo, en el portal románico en Moissac al sur de Francia, donde se aprecia tanto en elementos decorativos, como en los bordes festoneados de la puerta, en las decoraciones circulares de la dintel, y también el tener a Cristo Majestad rodeado de músicos, que se convirtió en una característica común de las escenas celestes occidentales, y probablemente se deriva de imágenes de reyes islámicos en su diván, de la caligrafía, del ornamento y las artes decorativas en general, que eran más importantes que en el Occidente.
Los productos de alfarería hispano-morisca de España se produjo por primera vez en al-Ándalus, pero los alfareros musulmanes, se cree que emigraron a la zona de Valencia, donde se realizó el trabajo que se exportó a las élites cristianas de toda Europa; otros tipos de bienes de lujo islámicos, en particular los tejidos de seda y las alfombras, vinieron del mundo islámico oriental, en general, más rico. Los conductos islámicos en Europa occidental procedentes del Nilo eran más pobres, con muchos pasando por Venecia. Sin embargo, para la mayor parte de los productos de lujo para la cultura de la corte, como sedas, marfil, piedras preciosas y joyas fueron importados a Europa solamente en una forma inacabada y se manufacturaban en el producto final, con el etiquetado como «oriental» por los artesanos medievales locales. Los artesanos finales eran libres de realizar escenas con representaciones religiosas y normalmente decoradas con adornos, lo que les hizo fácil de ser aceptados en el Occidente, de hecho, a finales de la Edad Media había una forma de imitaciones de escritura árabe pseudocúfica utilizada decorativamente para el arte occidental.

### Artes decorativas

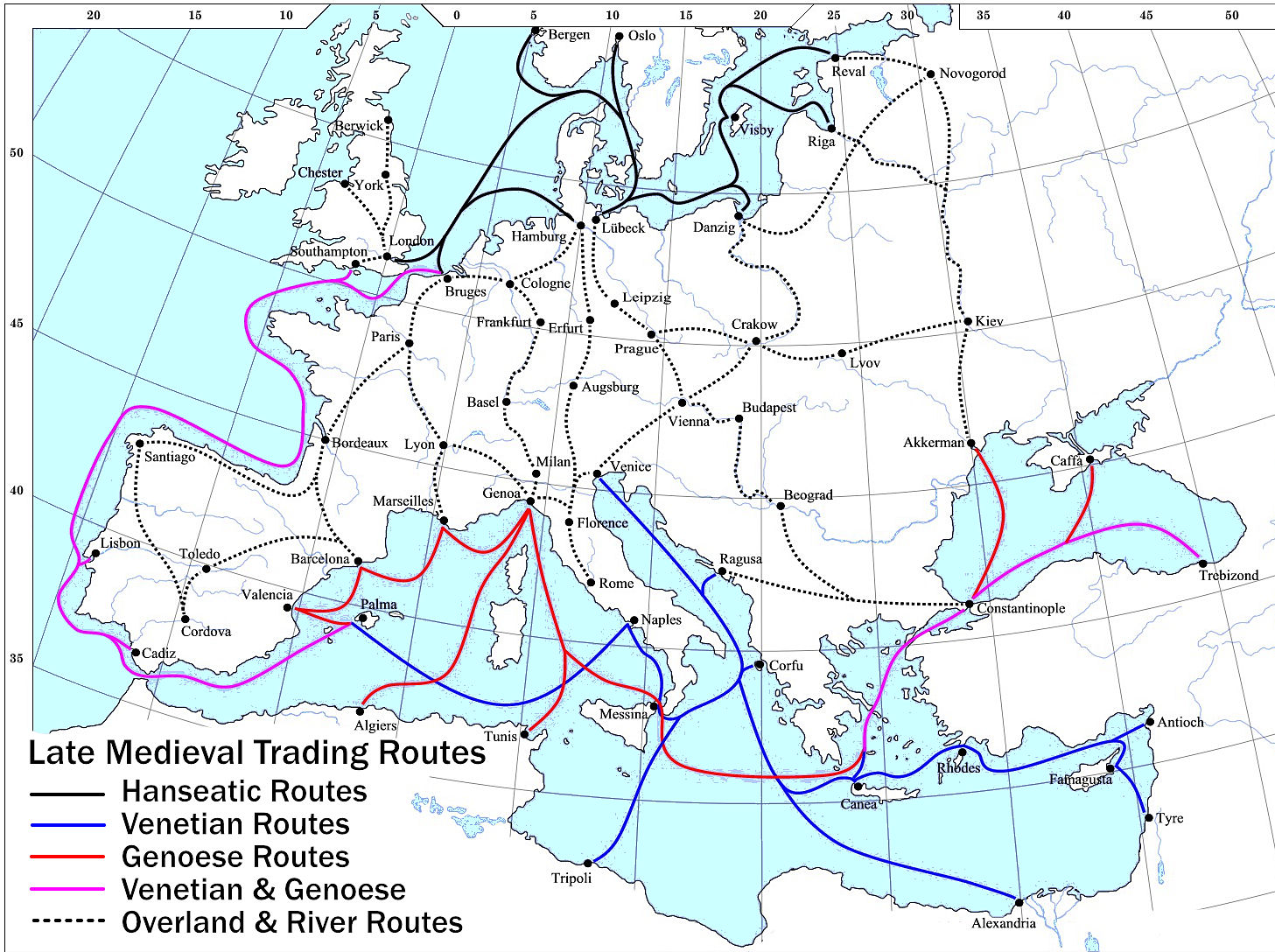
Mapa que muestra las principales rutas comerciales de la Europa medieval tardía.

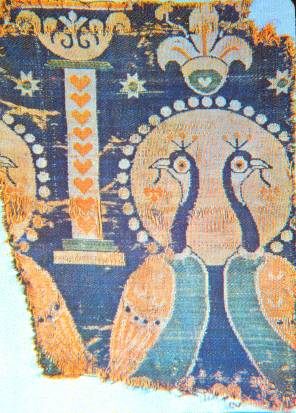
Pieza textil sasánida del.

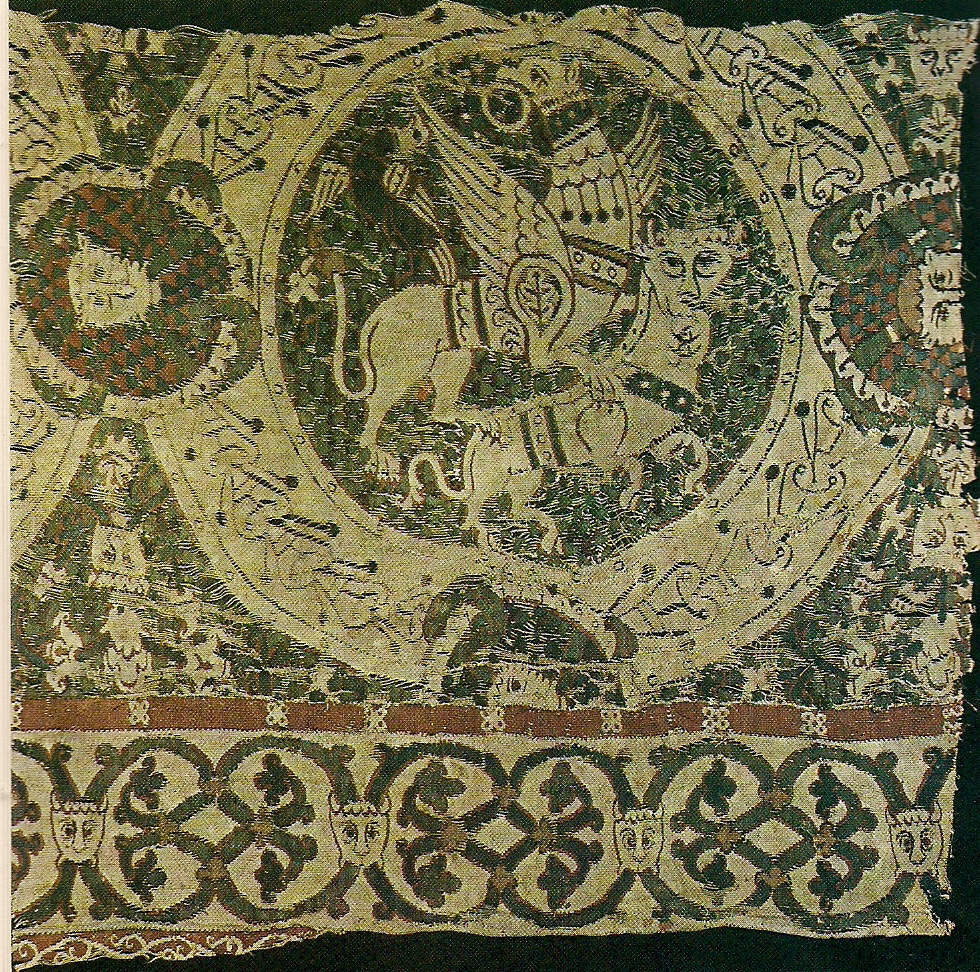
Fragmento del
Tapiz de San Gereón, tapiz europeo de principios del.

Una amplia variedad de objetos portátiles de diferentes artes decorativas fueron importados desde el mundo islámico a Europa durante la Edad Media, sobre todo a través de la península ibérica, Italia, y desde Venecia. En muchas áreas las mercancías de fabricación europea no pudieron igualar la calidad del trabajo islámico o bizantino hasta cerca del final de la Edad Media. Los tejidos de lujo fueron muy utilizados para vestiduras y tapices, y también, por suerte para la historia del arte, a menudo como sudario para las sepulturas de personajes importantes, que es como se conservaron la mayoría de los ejemplos que siguen supervivientes. En esta área la seda bizantina fue influida por los tejidos  sasánidos, y por la seda islámica, por lo que es difícil decir cuál textil tuvo la mayor influencia en el tapiz de San Gereon, un gran obra de arte en tapicería que es la más antigua e importante imitación europea del trabajo oriental. Con posterioridad, se observan motivos de plantas —tales como hojas de loto y flores— y figuras humanas. Las telas que han sobrevivido hasta nuestros días dan cuenta de un importante intercambio de técnicas y temas iconográficos entre Constantinopla y los nuevos centros textiles islámicos del Mediterráneo y Asia Central en los años posteriores a las conquistas musulmanas del siglo VII. Los diseños de los siglos VIII y IX poseen medallones con parejas de figuras humanas o animales en imágenes espejadas sobre un plano vertical. Numerosos motivos se asemejan a diseños sasánidas incluidos el árbol de la vida, caballos alados, leones, y bestias imaginarias, hay varias piezas de tela sobre las cuales los especialistas no se ponen de acuerdo sobre si su origen es bizantino o islámico.  Europeos, sobre todo italianos, gradualmente alcanzaron la calidad de las importaciones del oriente, y adoptaron muchos elementos de sus diseños. Las arquetas y botes de marfil procedentes de al-Andalus llegaron de manera temprana a los reinos cristianos hispánicos y ejercieron también una notable influencia artística en el arte románico, como ha demostrado I. Monteira.

### Cerámica hispano-morisca

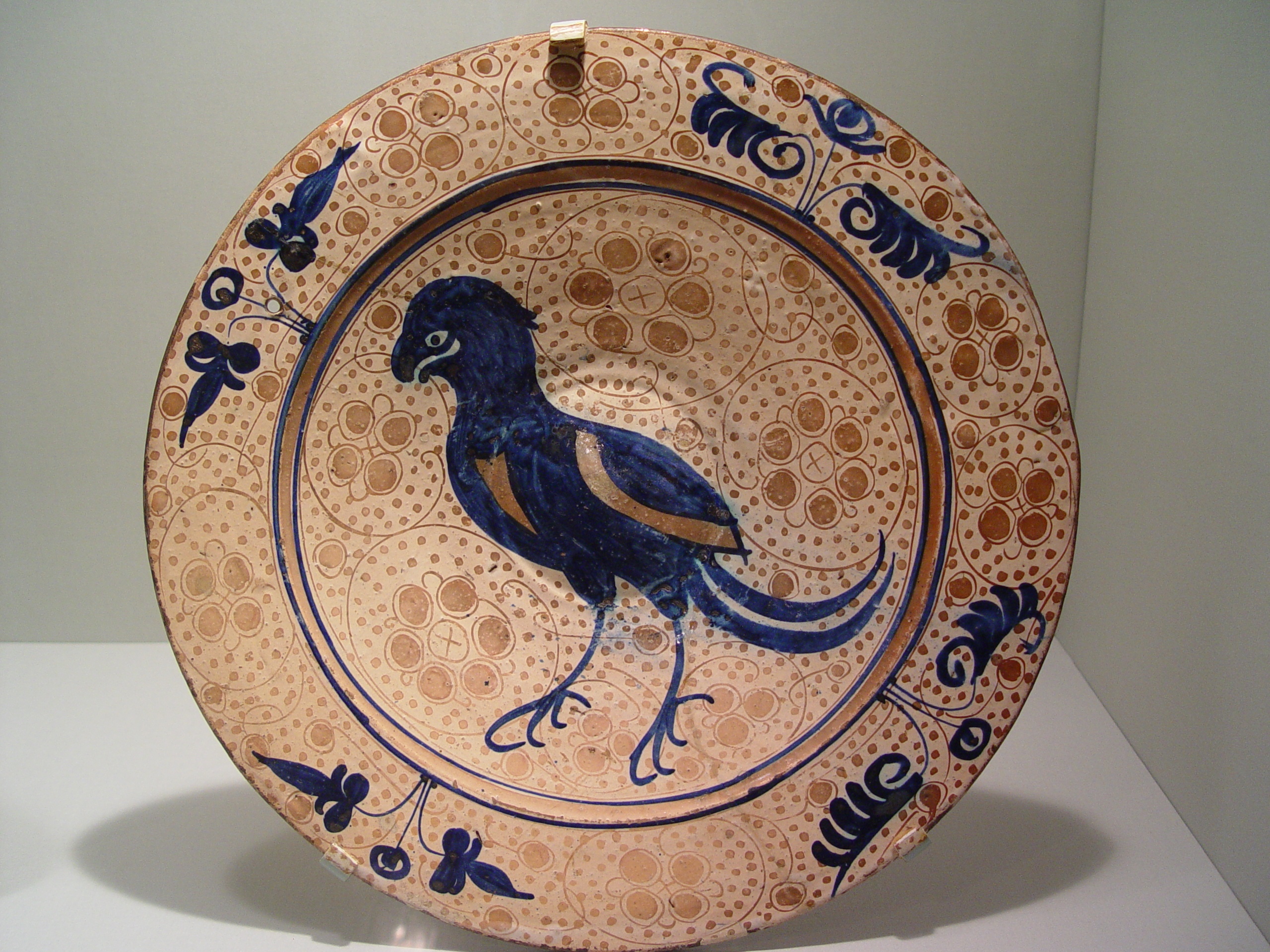
Plato de Manises (Valencia), 1430-1450.

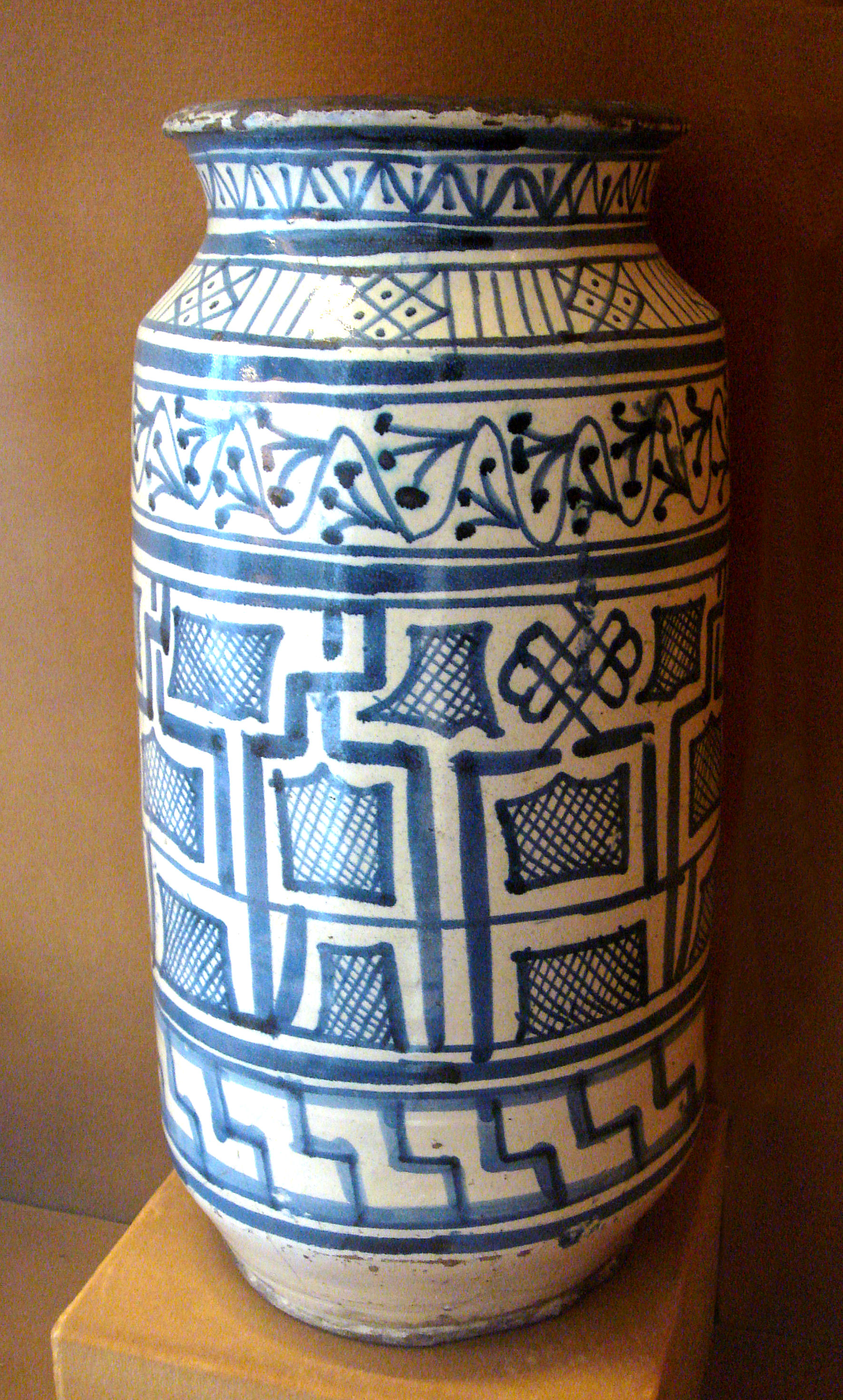
Albarelo de fayenza con dibujos derivados de la escritura cúfica. Toscana. Segunda mitad del.

La cerámica hispano-morisca inicialmente islámica creada en al-Ándalus o en la España musulmana, continuó siendo producida bajo el dominio cristiano en estilos que mezclaban elementos islámicos y europeos. La cerámica bizantina no se produjo en los tipos de alta calidad, ya que la élite bizantina utilizaba la plata en su lugar. El Islam tiene muchos mandatos hadiz en contra de la comida en metales preciosos, y así desarrolló muchas variedades de cerámica fina, a menudo influidas por las mercancías de cerámica china que tenían el estatus más alto entre las élites islámicas. Mucha cerámica islámica se importó en Europa, los platos de al-Ándalus del siglo XIII, de Granada y de Málaga, donde gran parte de la producción ya se exportaba a los países cristianos. Muchos de los ceramistas emigraron a la zona de Valencia, reconquistada por los cristianos, y esta producción llegó a superar la del Ándalus; Valencia y sus suburbios como Manises y Paterna se convirtieron en grandes centros importantes, la alfarería se hizo claramente para un mercado cristiano, ya que incluye escudos de armas y otros elementos occidentales en la decoración. Además del monograma Christian IHS en el centro, la decoración naturalista de hojas de vid en el borde superior del plato se deriva del arte gótico, probablemente a través de la decoración de los bordes de los manuscritos iluminados.  Los elementos de decoración se convirtieron gradualmente en más influidos por Europa, hacia el siglo XV los italianos también producían loza dorada, a veces utilizando formas islámicas como los botes de farmacia. El desarrollo de este tipo de frasco de farmacia tiene sus raíces en el Medio Oriente islámico. Traído a Italia desde España, los primeros ejemplos italianos se produjeron en Florencia en el siglo XV, era la alfarería más elaborada y lujosa que se producía en Europa hasta que la industria italiana de la mayólica desarrolló estilos sofisticados en el siglo XV y se exportó a la mayor parte de Europa.
Las formas de metalistería como las jarras nombrados aguamaniles y el mortero de bronce también se introdujeron en el mundo islámico.

### Arquitectura

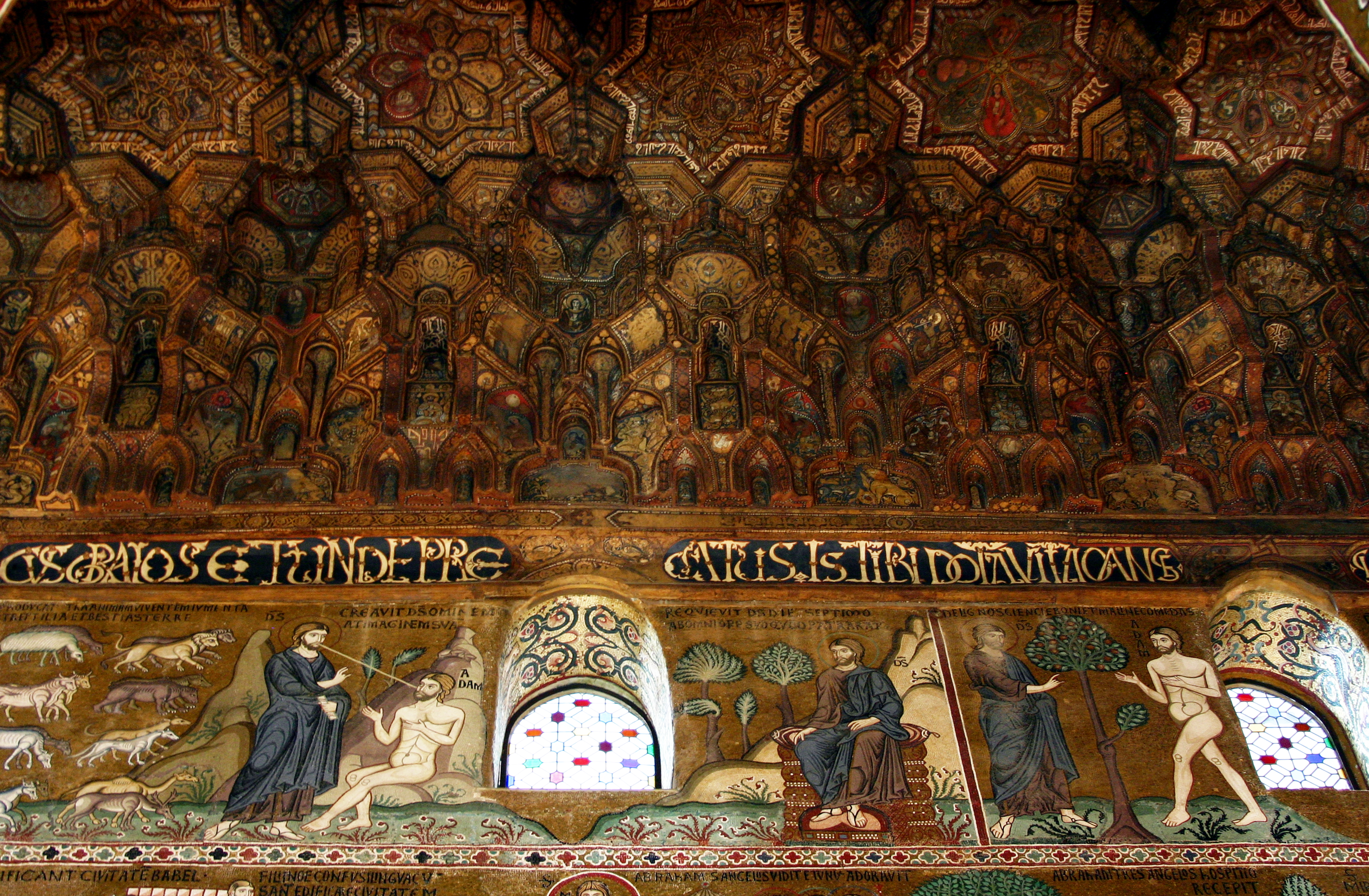
Fragmento del techo tallado de la Capilla palatina de Palermo, con la técnica del mocárabe.

Los edificios cristianos, como la Capilla palatina de Palermo, Sicilia, incorporaron elementos islámicos, probablemente creados por artesanos musulmanes locales que trabajaban en sus propias tradiciones. El techo de la Capilla, con arcos de bóveda de madera y figuras doradas, tiene un estrecho paralelismo con los edificios islámicos de (Fez y de Fustat, y reflejan la técnica de los mocárabes a base de prismas yuxtapuestos (uno junto al otro) y colgantes, que parecen estalactitas sueltas o arracimadas para enfatizar elementos tridimensionales.
El arco diafragmático, en origen de la Antigüedad tardía, fue utilizado ampliamente en la arquitectura islámica y pudo haberse propagado desde España a Francia.

#### Estilo sarraceno

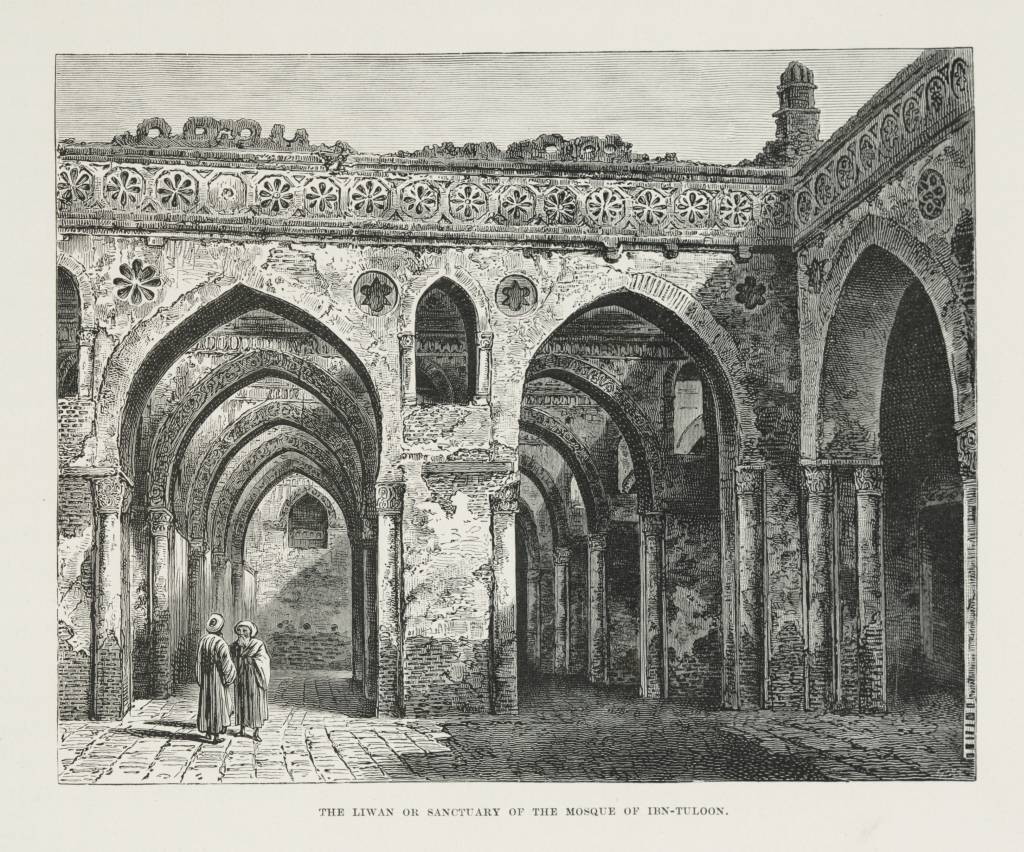
Iwan o santuario de la Mezquita de Ibn Tulun (1878).

Los estudiosos del siglo XVIII-XIX, que en general preferían el arte clásico, no les gustaba lo que veían como el «desorden» del arte gótico y las similitudes percibidas entre la arquitectura gótica y la islamita. A menudo exageraron el caso de que el arte gótico su origen era plenamente del arte islámico de la mezquita, hasta el punto de llamarlo «Sarraceno». William John Hamilton comentó sobre los monumentos selyúcidas de Konya:

Cuanto más veía de este peculiar estilo, más me convencí que el gótico se derivaba de él, con una cierta mezcla de bizantino (...) el origen está en el gótico. El tipo de arquitectura sarraceno puede remontarse a los usos y costumbres de los sarracenos.
Willian John Hamilton (1842) Researches in Asia Minor, Pontus and Armenia

El historiador inglés del siglo XVIII Thomas Warton resumió:

Las marcas que constituyen el carácter de gótico o arquitectura sarracena, son, sus numerosos y prominentes contrafuertes, sus altas torres y pináculos , sus grandes y ramificadas ventanas, sus nichos ornamentales o marquesinas, sus santos esculpidos, el delicado encaje de trabajo de sus techos, y la profusión de decoración prodigada indiscriminadamente en todo el edificio: pero sus características distintivas peculiares son, los pequeños pilares desordenados y arcos de medio punto, formados por los segmentos de dos círculos que interfieren.
Thomas Warton Essays on Gothic architecture

#### Arco ojival

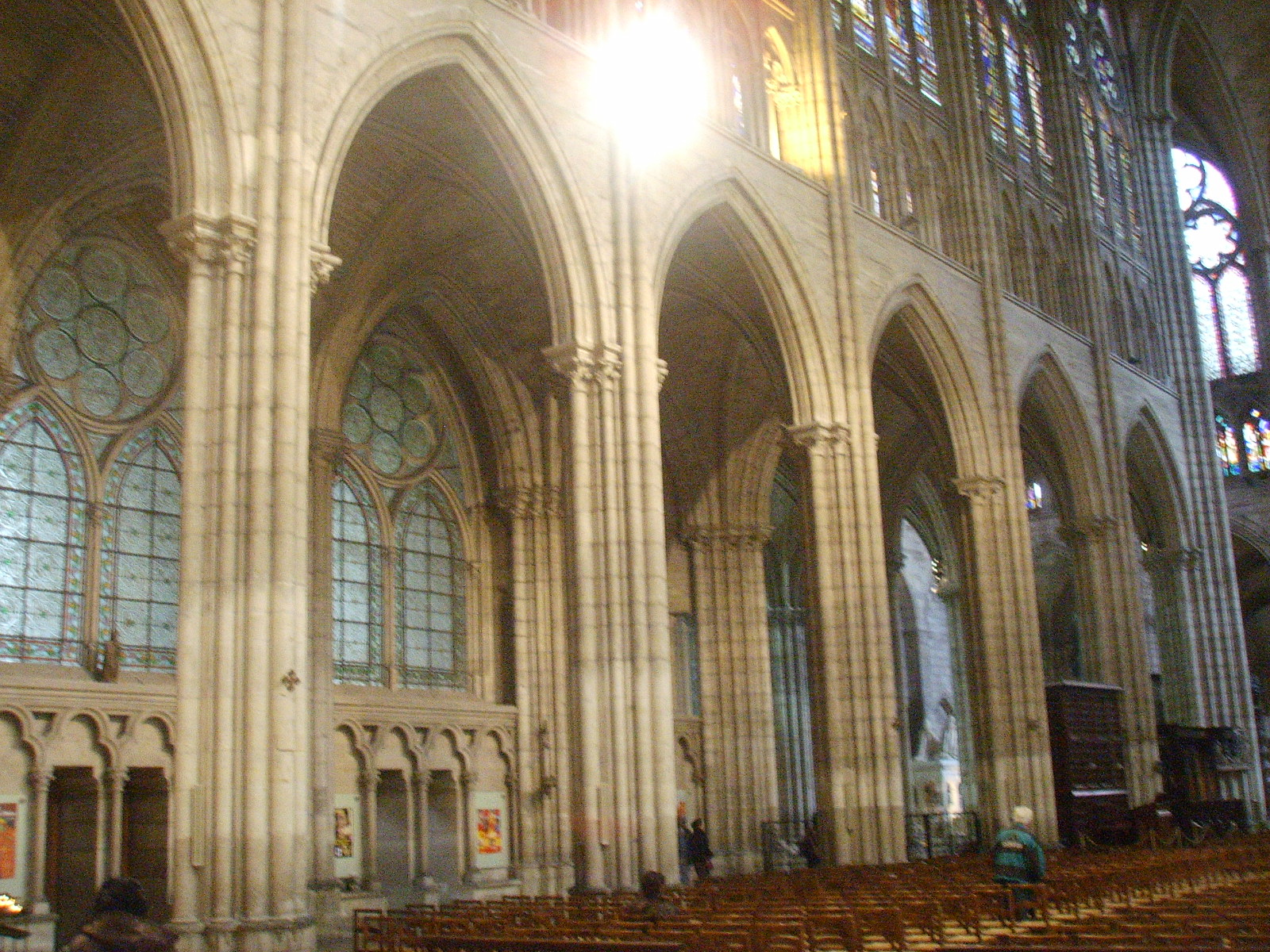
Arcos ojivales de la basílica de Saint-Denis, el origen de la arquitectura gótica en Francia.

El arco ojival o apuntado se originó en los imperios bizantino y sasánida, donde aparece sobre todo en los primeros edificios de las iglesias cristianas, aunque en las obras de ingeniería, como el bizantino Puente Karamagara también se muestran plenamente desarrollado en una primera etapa. La prioridad de los bizantinos en su uso también se evidencia en ejemplos ligeramente ojivales en la basílica de San Apolinar en Classe, Rávena, y la iglesia de Santa Irene en Constantinopla. El arco ojival fue adoptado posteriormente y ampliamente utilizado por los arquitectos musulmanes, convirtiéndose en el arco característico del arquitectura islámica. De acuerdo con Bony, se extendió desde tierras islámicas, posiblemente a través de Sicilia, entonces bajo el dominio islámico, y de allí aAmalfi en Italia, antes de finales del siglo XI. El arco ojival redujo la carga arquitectónica cerca de un 20% y por lo tanto tenía ventajas prácticas sobre el arco semicircular románico para la construcción de grandes estructuras.
Oleg Grabar refiere la especulación sin especificar que la ventana rosetón puede tener orígenes islámicos es poco probable:

Aunque no se excluye por razones puramente cronológicas ya que su primer caso conocido se encuentra en el palacio Palacio de Hisham de los omeyas, esta conclusión me parece altamente sospechosa para mí ... que ambas culturas realizaran con frecuencia prácticamente el mismo tipo. Sugerido además por las similitud visual y estética entre los valores ornamentales de bóvedas y la decoración arquitectónica islámica, no es muy probable que se pueda demostrar un impacto directo de una sobre la otra, y sin duda se trata de un crecimiento paralelo.
Oleg Grabar (2006)

Se desarrolla en la arquitectura cisterciense como resultado del proceso de verticalización de las estructuras, por lo que el arco de medio punto evolucionó en un arco apuntado como una adaptación para distribuir mejor el peso de las paredes cada vez más altas. Además de las influencias islámicas, el arte gótico también se benefició de otras influencias como las técnicas de la arquitectura románica.

#### Iglesias templarias

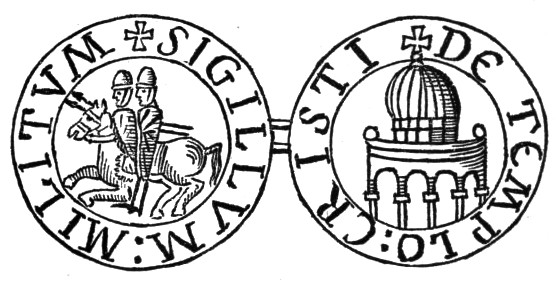
Sello de los Templarios con un edificio de cúpula.

En 1119, la Orden del Temple recibieron como cuartel general parte de la Mezquita de Al Aqsa de Jerusalén, considerada por los croatas el templo de Salomón, cuyo orden tomó su nombre común. Las típicas iglesias redondas construidas por los caballeros a través de Europa occidental, como la Iglesia del Temple (Londres), probablemente están inspiradas en la forma de Al Aqsa o de su vecina la Cúpula de la Roca.

## Elementos islámicos en el arte del Renacimiento

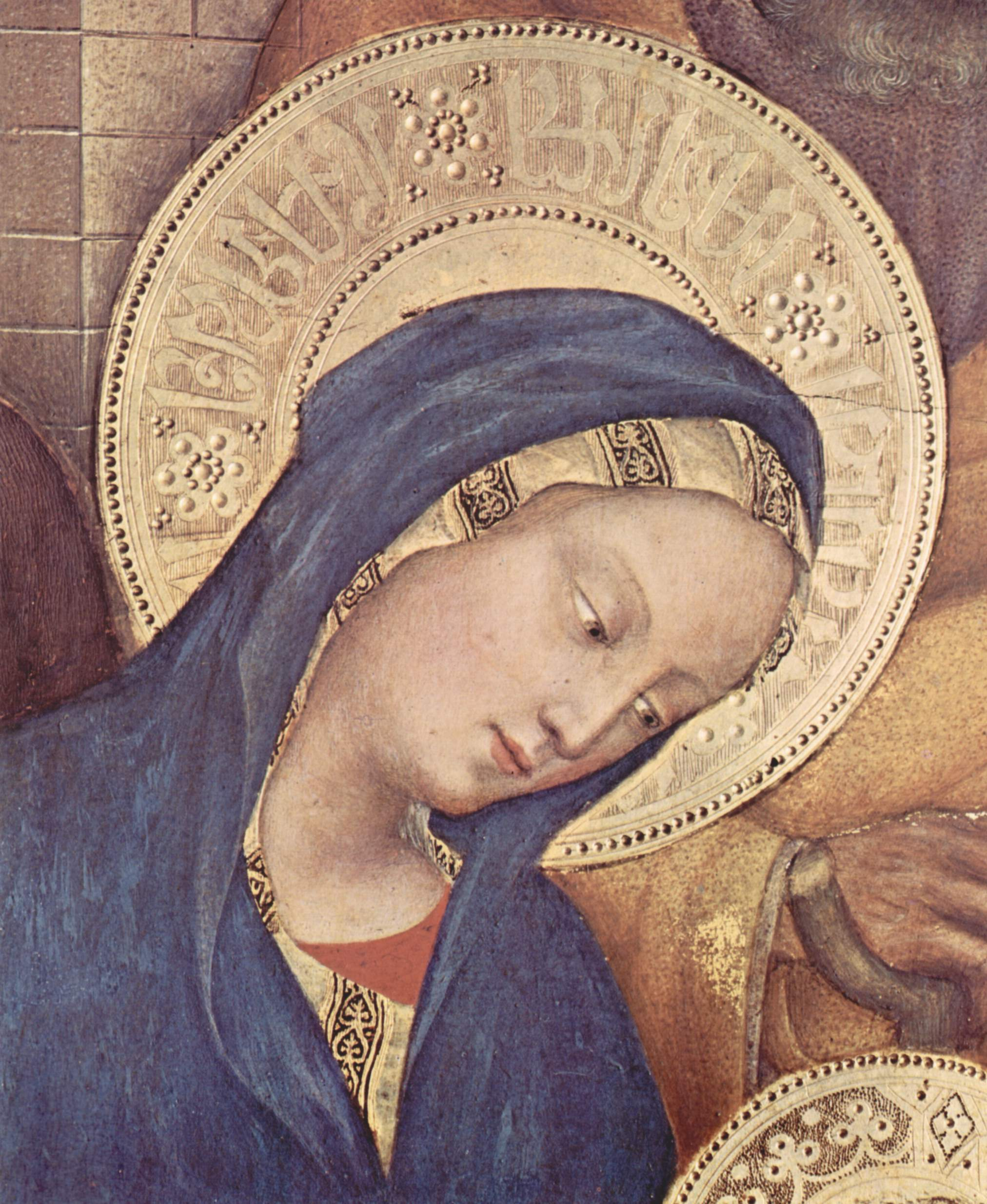
Escritura pseudocúfica al aureola de la Virgen María, detalle de la Adoración de los Reyes (1423) por Gentile da Fabriano.

### Pseudocúfico
El pseudocúfico es un motivo decorativo que tiene gran semejanza con la escritura cúfica y se muestra en muchas pinturas del Renacimiento italiano. La razón exacta de la incorporación del trabajo pseudocúfico en el primer renacimiento no está claro. Parece que los occidentales asociaron erróneamente guiones del Oriente Medio de los siglos XIII-XIV como idénticos a los modelos de la época de Jesús, y de este modo resultó natural para representar los primeros cristianos en asociación con ellos: «al arte renacentista, se utilizó para decorar los trajes de personajes como David del Antiguo Testamento». Mack afirma otra hipótesis:

Quizás marcaron las imágenes de una fe universal, una intención artística coherente con el programa internacional contemporáneo de la Iglesia.

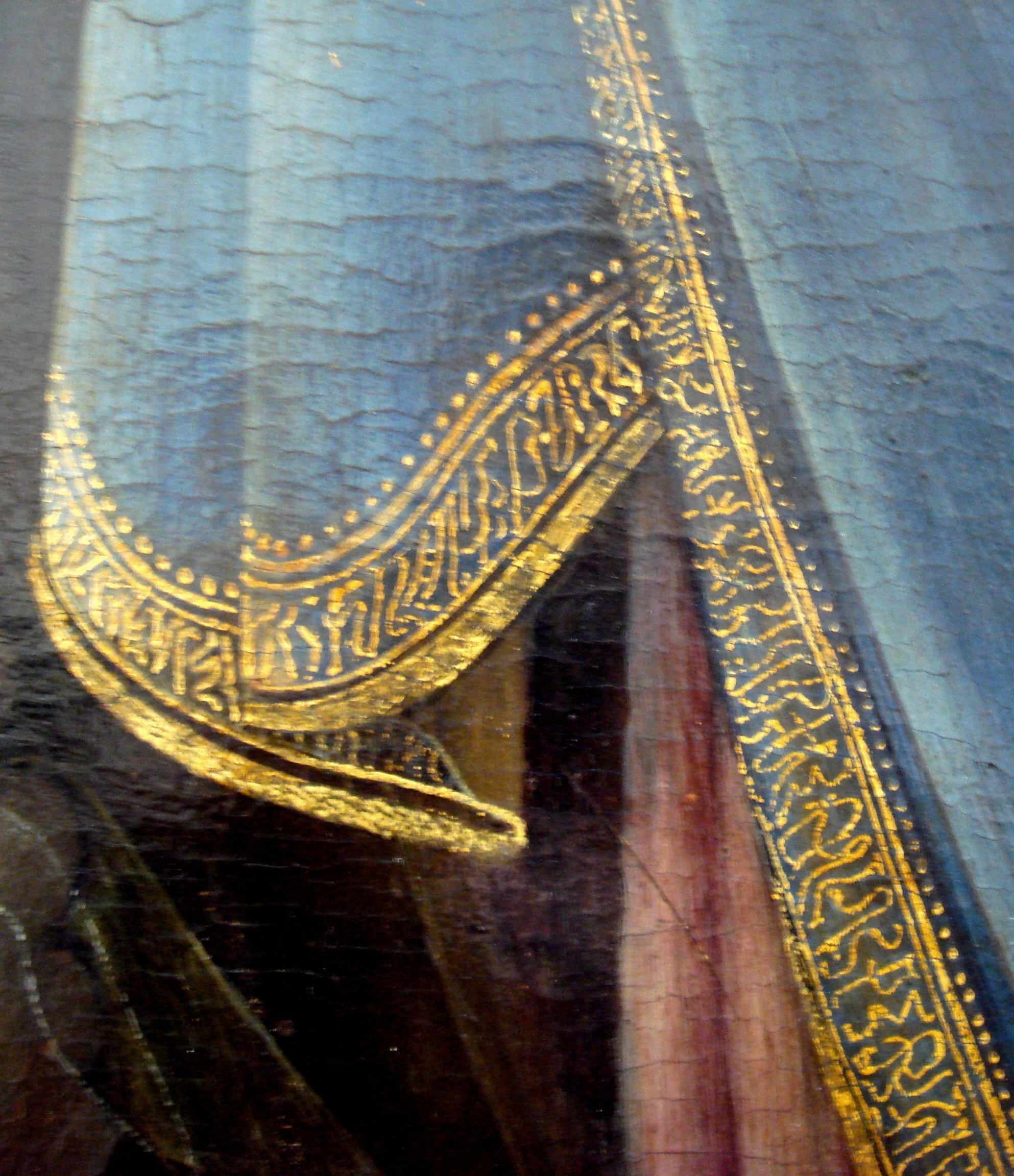
Escritura pseudocúfica en el borde del manto de la Virgen en Filippo Lippi (1437). Museo del Louvre

El pseudocúfico aparece especialmente a menudo en el arte del Renacimiento en representaciones de personas de Tierra Santa, particularmente en la Virgen María. Es un ejemplo de influencias islámicas en el arte, consiste principalmente en imitaciones de la escritura árabe cúfica, o a veces escritura árabe cursiva, realizada en un contexto no árabe: «Las imitaciones del árabe en el arte europeo a menudo se describen como pseudo-cúficas, tomando prestado el término para una escritura árabe que enfatiza los trazos rectos y angulares, y es el más comúnmente utilizado en la decoración arquitectónica islámica».

### Alfombras orientales
Las alfombras de origen del Oriente Medio, ya sea desde el imperio Otomano, el Levante, del estado mameluco de Egipto o del Norte de África, fueron utilizadas como elementos decorativos importantes en pinturas del siglo XII en adelante, especialmente en la pintura religiosa, a partir del período medieval y continuando en la época del Renacimiento.
Estas alfombras se integraban muchas veces en la imaginería cristiana como símbolos de lujo y de estatus de origen de Oriente Medio, junto con elementos pseudocúfics, ofrecieron un interesante ejemplo de la integración de elementos orientales en la pintura europea. Las alfombras orientales ricamente diseñadas inspiraron en gran medida a los pintores occidentales. Los colores diversos y ricos pueden haber influido en los grandes pintores venecianos del Quattrocento. Se ha sugerido que la representación pictórica de alfombras está vinculada con el desarrollo de la perspectiva lineal, que fue descrita por primera vez por Leon Battista Alberti el 1435.
En cuanto a las alfombras de Anatolia se utilizaron en Transilvania como decoración en las iglesias evangélicas. Los diseños más comunes de Anatolia continuaron siendo producidos por largo tiempo, uno de los tipos son de disposición puramente geométrica en pastillas de octógonos y diamantes alternos, como se puede apreciar en la pintura de Hans Holbein el Joven de la Conferencia de la Casa de Somerset, o el pintor Hans Memling que pintó varias pinturas con modelos islámicos de alfombras de Armenia.

### Vestiduras islámicas

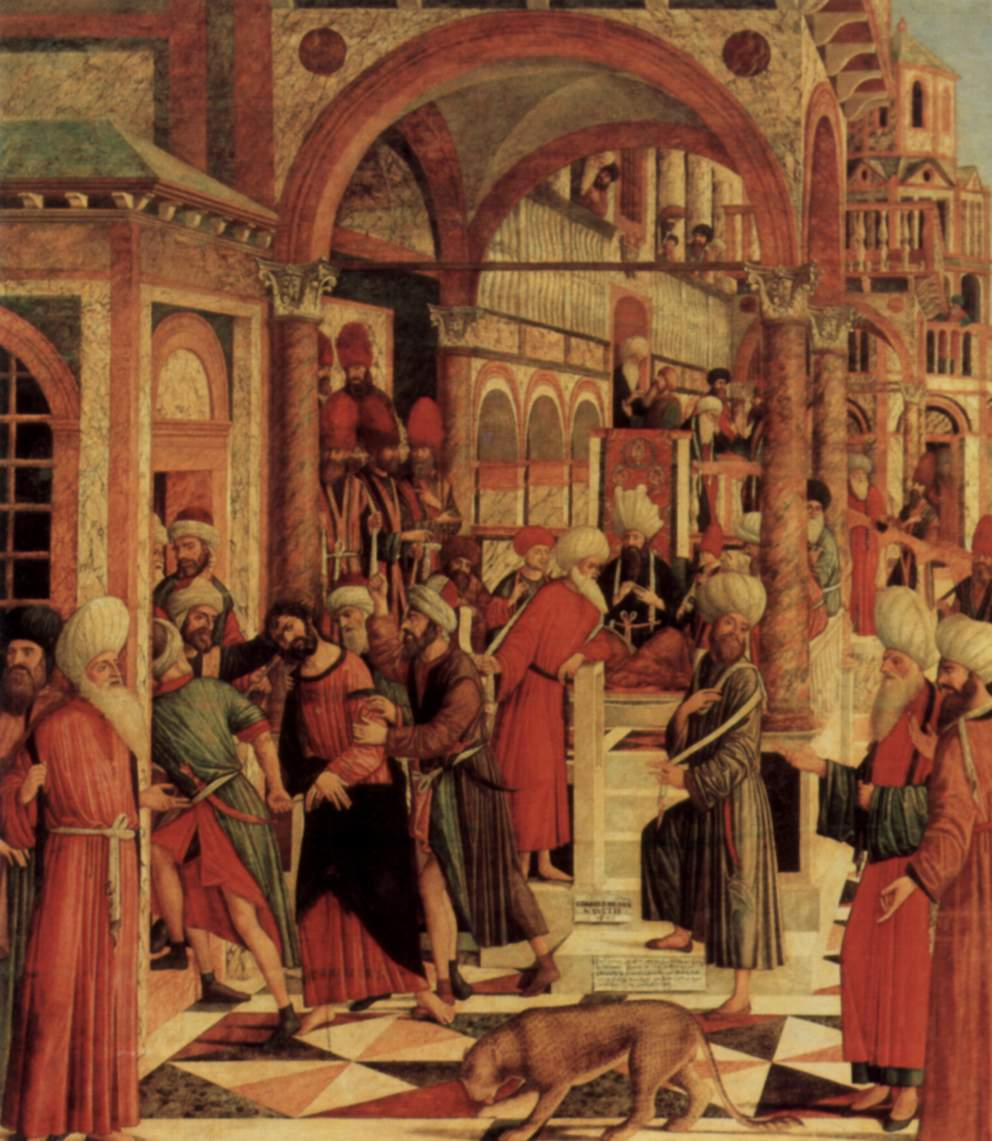
Mamelucos del seglo XV representados en La detención de San Marcos en la Sinagoga, Giovanni Mansueti, 1499.

Los personajes y trajes islámicos proporcionan a menudo el telón de fondo contextual para describir una escena evangélica. Esto fue particularmente visible en una serie de pinturas venecianas en las que personajes contemporáneos sirios, palestinos, egipcios y especialmente mamelucos se representaban de forma anacrónica en las pinturas que describen situaciones bíblicas. Un ejemplo del siglo XV es La detención de San Marcos en la Sinagoga por Giovanni Mansueti que describe con precisión contemporánea (siglo XV) a los mamelucos de Alejandría en la detención de San Marcos, una escena histórica del siglo I.  ]Otro caso fue la del pintor Gentile Bellini en su obra La predicación de San Marcos en Alejandría.

### Ornamento
Un estilo occidental de ornamento en base al arabesco islámico se desarrolló empezando a Venecia, a partir de finales del siglo XV; se le ha llamado árabe morisco o occidental -un término con una historia complicada-. Se ha utilizado en una gran variedad de las artes decorativas, pero ha tenido especialmente una larga vida en el diseño y encuadernación de libros, Donde han continuado pequeños motivos en este estilo siendo utilizado por diseñadores de libros hasta el día de hoy (siglo XXI). Se ve en las decoraciones de oro y las herramientas para las cubiertas, en los bordes de ilustraciones y en los adornos para la decoración de espacios vacíos de las páginas. En este campo de la técnica de las herramientas para oro también llegó en el siglo XV del mundo islámico, y de hecho gran parte del mismo cuero para las cubiertas, fue importado desde allí.

Al igual que otros estilos del ornamento del Renacimiento fue difundido por las impresiones ornamentales que fueron compradas como modelos por los artesanos en una variedad de oficios. Peter Furhring, un destacado especialista en la historia de la ornamentación, dice:

El ornamento conocido como morisco en los siglos XV y XVI -ahora nombrado más comúnmente arabesco- se caracteriza por las volutas bifurcadas compuestas de ramas que forman los modelos de follaje entrelazado. Estos motivos básicos dieron lugar a numerosas variantes, por ejemplo, las ramas, en general de carácter lineal, se convirtieron en cintas o bandas. ... Es característico del morisco, que es esencialmente un adorno superficial, el ser imposible de localizar el principio o el final del patrón. ... Con origen en Oriente Medio, fueron introducidos en la Europa continental a través de Italia y España ... ejemplos italianos de este ornamento, que se utilizaban con frecuencia para encuadernaciones y bordados, se conocen desde finales del siglo XV.
Fuhring, 1994

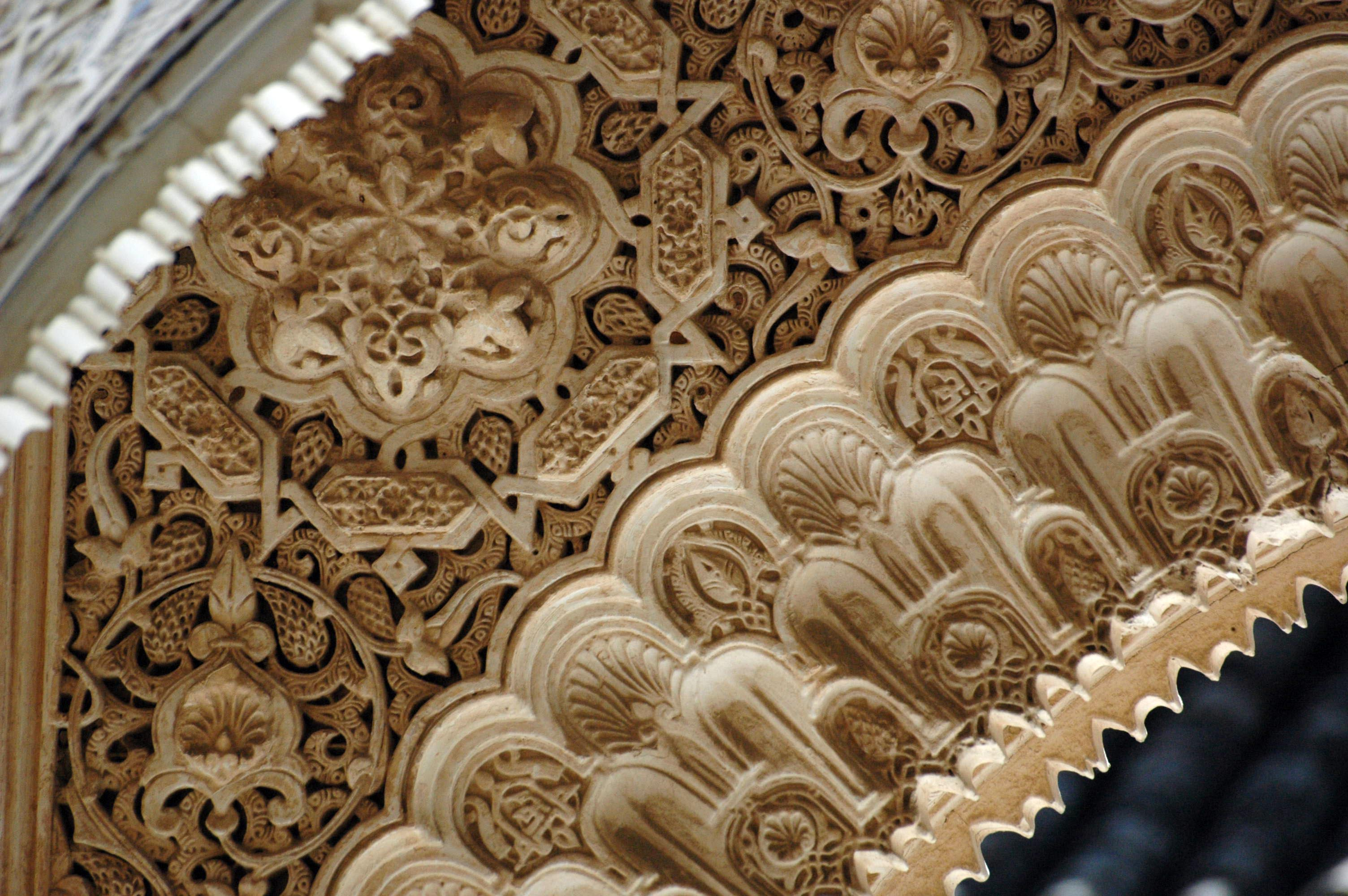
Detalle de la Alhambra de Granada con motivo arabesco aplicado en la arquitectura.

La elaboración de encuadernaciones con diseños islámicos se pueden ver en las pinturas religiosas En San Juan Bautista y Zeno de Andrea Mantegna, ambos personajes muestran unos libros con tapas exquisitas con piezas centrales al estilo mameluco, de un tipo utilizado en la encuadernación de libros italiana contemporánea.